# Trachyboa
Trachyboa es un género de serpientes de la familia Tropidophiidae. Sus especies se distribuyen desde Panamá hasta Ecuador.

## Especies
Se reconocen las 2 especies siguientes:
- Trachyboa boulengeri Peracca, 1910
- Trachyboa gularis Peters, 1860